# 302
302 (CCCII) je bilo navadno leto, ki se je po julijanskem koledarju začelo na četrtek.

## Dogodki
- 1. januar